# 군산명화학교
군산명화학교는 전북특별자치도 군산시 나운동에 위치한 공립 지적장애 특수학교이다. 유치원, 초등학교, 중학교, 고등학교, 전공과 과정으로 이루어져 있다.

## 연혁
- 1988년 3월 1일 : 개교